# James Conlon
James Conlon (18 de març de 1950, Nova York) és un director d'òpera, d'orquestra simfònica i d'obres corals estatunidenc. És el director musical de l'Òpera de Los Angeles i director principal de l'Orquestra Simfònica Nacional de la RAI. Va ser el director de les dues setmanes del Cincinnati May Festival des de 1979 a 2016. Des de 2005 fins a 2015, va ser director de música al Ravinia Festival, la casa d'estiu de la Chicago Symphony Orchestra. És conegut pels seus esforços per reactivar la música dels compositors suprimits durant el règim nazi.